# Komdiv
Komdiv (russo: комдив), contrazione di командир дивизии (traslitterato: komandir divizii; in russo comandante di divisione?) è stato un grado militare dell'Armata Rossa tra il 1935 e il 1940, che in parte era equivalente al grado di generale di divisione dei moderni eserciti. Il grado corrispondente nella Marina Sovietica era quello di Ufficiale di bandiera di 2° rango poi sostituito a partire dal 1940 dal grado di contrammiraglio.

## Storia
Il grado venne introdotto dal Comitato esecutivo centrale dell'Unione Sovietica e dal Consiglio dei commissari del popolo il 22 settembre 1935. Tra il 1937 e il 1940 il grado venne rinominato Commissario di Divisione (russo: дивизионный комиссар; translitterato: divizionnyj komissar). Con la reintroduzione dei gradi militari nel 1940 il grado venne abolito e sostituito dal grado di Tenente generale.
La scala gerarchica era la seguente:
- Comando a livello di Brigata X: Kombrig (Brigadiere)
- Comando a livello di Divisione XX: Komdiv  (Comandante di Divisione)
- Comando a livello di Corpo XXX: Komkor (Comandante di Corpo)
- Comando a livello d'Armata XXXX: Komandarm 2º rango (Comandante d'armata di 2 rango – Comandante d'armata)
- Comando a livello di Gruppo d'armate, Fronte XXXXX: Komandarm 1º rango (Comandante d'armata di 1° rango – Comandante di Fronte)
- Maresciallo dell'Unione Sovietica

In alcuni casi venne mantenuta la gerarchia fino al 1943 nelle seguenti specialità: 
- Commissario Komdiv (дивизионный комиссар; translitterato: divizionnyj komissar)
- Komdiv degli Ingegneri (дивинженер; translitterato: divinžener)
- Komdiv della Intendenza (дивинтендант; translitterato: divintendant)
- Komdiv Medico (дивврач; translitterato: divvrac)
- Komdiv Veterinario (дивветрач; translitterato: divvetrac)
- Komdiv Giuridico Militare (диввоенюрист; translitterato: divvoenjurist)

## Insegne di grado

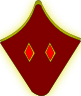
Mostrina per colletto del cappotto
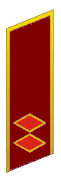
Mostrina per colletto della camicia
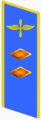
... Aviazione
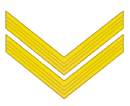
da manica